# 加古川市立若宮小学校
加古川市立若宮小学校（かこがわしりつ わかみやしょうがっこう）は、兵庫県加古川市にある公立小学校。

## 概要
- 創立 - 1988年
- 所在地 - 兵庫県加古川市尾上町養田218
- 校区 - 尾上町養田、尾上町今福、尾上町旭

## 沿革
- 1988年4月 - 尾上小学校から校区を分離して創立

## 教育、エピソードなど
- 立地は浜手地区にあたる。
- ごく少数であるが、別府町新野辺など校区外から通う児童もいる。

## 通学区域が隣接している学校
- 加古川市立尾上小学校
- 加古川市立鳩里小学校
- 高砂市立高砂小学校